# René Fernández Apaza
René Fernández Apaza (Padilla, 9 de janeiro de 1924 — Cochabamba, 14 de agosto de 2013) foi prelado boliviano da Igreja Católica Romana. Foi bispo da Diocese de Oruro de 1968 a 1981, depois foi elevado a arcebispo coadjutor de Sucre, vindo a assumir como residente dois anos depois. Concomitantemente, foi vigário militar da Bolívia entre 1975 e 1986. Em 1988, foi transferido para a Arquidiocese de Cochabamba, na qual fui jubilado em 1999.

## Biografia
Dom Fernández nasceu em 9 de janeiro de 1924 em Padilla, Chuquisaca. Recebeu a ordenação sacerdotal em 28 de novembro de 1948 em Buenos Aires, Argentina.
Foi nomeado bispo da sé episcopal de Oruro em 2 de março de 1968, sendo consagrado em 21 de abril do mesmo ano, na capela do Seminário de Chucre, por imposição de Dom José Clemente Maurer, CSsR, cardeal-arcebispo local, auxiliado por Dom Jorge Manrique Hurtado, arcebispo de La Paz, e por Dom Luis Aníbal Rodríguez Pardo, bispo de Santa Cruz de la Sierra. Sua posse ocorreu em 9 de maio.
Governou Oruro por treze anos e, a partir de 30 de julho de 1975, passou a exercer cumulativamente a função de vigário militar da Bolívia. Em 21 de fevereiro de 1981, foi nomeado arcebispo coadjutor de Sucre, com direito de sucessão. Com a renúncia do cardenal Maurer, assumiu a Sé Arquiepiscopal em 30 de novembro de 1983. Renunciou ao vicariato episcopal 17 de maio de 1986.
Em 16 de abril de 1988, o Papa João Paulo II nomeou-o arcebispo de Arquidiocese de Cochabamba, e Dom René tomou posse em 17 de maio seguinte.
Dom René participou e promoveu a construção do edifício do Arcebispado, localizado na Avenida Heroínas em Cochabamba. Em 1998, foi condecorado pela prefeitura com a Ordem do Sol de Setembro.
Apresentou seu pedido de renúncia ao governo arquiepiscopal por atingir 75 anos de idade, segundo o Código de Direito Canônico e a Santa Sé acolheu seu pedido em 8 de julho de 1999, nomeando como seu sucesor Dom Tito Solari Capellari, SDB.
Dom René faleceu aos 89 anos, em sua casa, "ao celebrar a Eucaristia", segundo o então presidente da Conferência Episcopal Boliviana, Dom Oscar Aparicio. Seus restos mortais foram sepultados na cripta da Catedral Metropolitana de Cochabamba, segundo o costume da Igreja Católica.